# RV Tauri
RV Tauri ist ein Stern in einer Entfernung von etwa 4300 Lichtjahren. Er ist der Prototyp der RV Tauri-Sterne, welche zu den Pulsationsveränderlichen Sternen gehören.
RV Tauri wurde im Jahr 1905 als Veränderlicher Stern entdeckt von Lidiya Tseraskaya, und im Jahre 1908 konnte die Regelmäßigkeit bestätigt werden. Während einer Periodendauer von 78,5 Tagen zeigt der Stern 2 Maxima bei einer Magnitude von etwa 9.5, sowie 2 Minima bei 10.0 respektive 10.5. Diese starken Schwankungen sorgen auch dafür, dass der Stern je nach Situation in eine andere Spektralklasse eingeteilt würde – er schwankt zwischen G2 und M2.
RV Tauri ist von einer Staubscheibe umgeben und dies wurde auch schon als Anzeichen für einen Begleiter gedeutet, welcher jedoch bis heute nicht direkt nachgewiesen werden konnte, jedoch wohl sogar etwas massereicher ist als RV Tauri selbst. RV-Tauri wird als Post-AGB-Stern gedeutet, welcher sind in der weiteren Entwicklung zu einem Weißen Zwerg zusammenziehen wird, umgeben von einem Planetarischen Nebel.